# Koen van Dijk
Koen van Dijk (Amsterdam, 13 september 1959) is een Nederlands schrijver, vertaler en regisseur.

## Loopbaan
Van Dijks theatercarrière begon met het schrijven van Cyrano de Bergerac, de musicalbewerking van het toneelstuk Cyrano de Bergerac van Edmond Rostand. Samen met componist Ad van Dijk was hij ook verantwoordelijk voor de musicals Joe en Rex en de workshopvoorstelling De Vliegende Hollander. Cyrano de Bergerac speelde 175 voorstellingen op Broadway.
Daarnaast schreef en regisseerde Van Dijk onder andere Amandla! Mandela, een muziektheaterproductie over Nelson Mandela, en Onder de groene hemel, een musical met de hits van Boudewijn de Groot en Lennaert Nijgh.
Als vertaler heeft Van Dijk meer dan 20 producties op zijn naam staan, vooral vertalingen van het werk van Stephen Sondheim: West Side Story, Sweeney Todd, Into the Woods, Company, Sunday in the Park with George en A Little Night Music.
Hij is medeoprichter en was artistiek directeur van M-Lab en is werkzaam als artistiek adviseur bij het Amsterdamse theatergezelschap OpusOne.

## Opleiding
Van Dijk werd opgeleid tot grafisch ontwerper aan de Gerrit Rietveld Academie in Amsterdam, waar hij in 1983 afstudeerde. Zijn theateropleiding kreeg hij van Frank Sanders.

## Nominaties en prijzen
- John Kraaijkamp Musical Award (2006) voor beste tekst, muziek of bewerking
- Tony Award: 2 nominaties voor Cyrano

- Nationale Bibliotheek van Tsjechië: jo2015861865
- Nederlandse Thesaurus van Auteursnamen: 271537213
- RKD-Nederlands Instituut voor Kunstgeschiedenis: 121361
- Virtual International Authority File: 283045661